# Alfred Adler
Alfred Adler   (Rudolfsheim, 7 de febrer de 1870 - Aberdeen, 28 de maig de 1937) va ser un psicòleg col·laborador de Freud, fundador de l'escola coneguda com a psicologia individual. Antideterminista i antibiologista, i que sempre mostrà discrepàncies amb Freud, no compartia la teoria que el trauma sexual infantil fos la causa de la malaltia mental, i donava la importància al fet que cada home es mou competitivament per tal de superar el seu sentiment primari d'inferioritat. Entre les seves aportacions destaca la formulació del complex d'inferioritat i superioritat i les seves idees per prevenir patologies a partir del benestar social i familiar. Proposava un apropament més holístic al tractament que els seus col·legues de l'escola de la psicoanàlisi, però tant la seva feina clínica com la seva recerca es van veure interrompudes per la Segona Guerra Mundial i per l'assetjament que va patir per ser jueu. Una altra contribució rellevant és la definició de personalitat per tipus, segons els trets del caràcter, un enfocament habitual al segle XX però del que va ser un dels pioners.
Dos dels seus llibres, Der Sinn des Lebens i Über den nervösen Charakter (Teraperament nerviós. Elements d'una psicologia individual i aplicació a la psicoteràpia), 1911, van ser seleccionats a la llista de les cent obres mestres. de psicoteràpia.

## Biografia

### Infància i joventut
Alfred Adler, va ser el segon de sis fills d'una família jueva; Leopold Adler, comerciant de cereals (nascut cap al 1833 a Kittsee, aleshores Hongria, ara a Burgenland, Àustria – mort a Viena el 1922) i Pauline Beer (nascut el 1845 a Třebíč, Moràvia – morta a Viena el 1906). De petit, va intentar prendre com a model el seu germà gran Sigmund (nascut l'any 1868 a Fünfhaus, prop de Viena), que més tard triomfaria en la seva carrera de comerciant. Patia una malaltia que li provocava raquitisme i espasme laringi quan plorava.

### Estudis de medicina – el consultori –Freud
Va estudiar medicina a la Universitat de Viena i va obtenir el títol de metge el 1895. Durant els seus estudis, va conèixer a Raissa Timofeyevna Epstein, una estudiant russa a Zúric i Viena, en un grup d'estudiants socialistes. Es van casar el 1897 a Moscou i van tenir quatre fills. Adler es va instal·lar com a oftalmòleg, després va obrir un consultori de medicina general prop del Prater vienès, en un barri els habitants del qual vivien en condicions miserables, fet que va reforçar la seva consciència de la necessitat de la medicina social per al poble vienès. Des de 1902, va participar en la Societat de Psicologia dels dimecres. Tanmateix, sorgeix un malentès a l'hora de desenvolupar els propis dissenys. L'individu, com el veu Adler, no està dictat pels seus instints, sinó que és de naturalesa lliure, i ha de resoldre les tasques culturals que la vida li planteja. Aquesta oposició només va créixer i va portar, el 1911, a la seva ruptura amb Freud i la Societat Psicoanalítica de Viena, una ruptura en la qual el van seguir diversos membres, en particular Margarete Hilferding, que va signar conjuntament la seva carta de renúncia i es va unir al moviment de la psicologia individual.

### Desenvolupament de la psicologia individual: les bases teòriques
En el seu estudi publicat l'any 1907 sobre les deficiències orgàniques, Adler exposa el seu punt de vista particular i les seves noves idees, i així va fundar l'escola de psicologia individual. Indica el vincle entre la deficiència orgànica, la seva compensació i sobrecompensació somàtica i psíquica. Després de la ruptura amb Freud, Adler va fundar la seva pròpia Societat per a la Psicoanàlisi Lliure, que més tard es va convertir en l'Associació per a la Psicologia Individual. Ell descriu la seva doctrina com a "psicologia individual", perquè observa, en la seva pràctica mèdica, que cada pacient és únic i diferent a cap altre, i que és com a individu i com a conjunt que s'ha de tractar a nivell físic i entès en el pla psíquic.
Adler exposa els trets principals de la seva doctrina en la seva obra teòrica principal: Über den nervösen Charakter (1911), on unifica la psicologia normal i la psicopatologia en un sol concepte. Amb aquest llibre, la psicologia individual va irrompre en la literatura especialitzada com a alternativa a la psicoanàlisi. El 1913, amb Heilen und Bilden. Ein Buch der Erziehungskunst für Ärzte und Pädagogen, Adler i els seus estudiants van posar les bases per al desenvolupament de la psicologia individual en el treball educatiu. El 1914 va fundar la Internationalen Zeitschrift für Individualpsychologie.
La Primera Guerra Mundial va provocar la primera interrupció en el desenvolupament de la psicologia individual. De 1914 a 1916, Adler va treballar com a metge militar a Cracòvia, Brno i Viena.

### Desenvolupament de la psicologia individual: la seva aplicació
Adler volia crear una psicologia propera a la vida real, que permetés a tothom entendre els altres segons les seves biografies, cada vegada diferents. Les obres que va publicar a partir de 1920, en un estil deliberadament sobrat, així com les seves conferències, havien de fer accessible a tothom la seva psicologia i fer-ne un bé comú. A la dècada de 1920 va donar una sèrie de conferències a la Volkshochschule de Viena, i les va publicar el 1927 com Menschenkenntnis .
El període d'entreguerres va ser un període en què es va desenvolupar la psicologia individual. En el marc de la reforma escolar de Viena, Adler i els seus col·laboradors van poder obrir en aquesta ciutat una trentena de serveis d'assessorament educatiu. El 1920 va ser nomenat director de la primera clínica vienesa dedicada a la psicologia infantil i va impartir classes al Pädagogium de la ciutat de Viena. Amb la publicació de Praxis und Theorie der Individualpsychologie (1930), que contenia conferències d'introducció a la psicoteràpia per a metges, psicòlegs i professors, Adler va començar a exposar la seva teoria amb més detall.

### Recerca de la psicologia de profunditat i marxa als Estats Units
A partir de 1926, Adler viatja regularment als Estats Units, on la seva doctrina optimista sobre la persona considerada com un ésser social va trobar interès. Més de 2.000 persones assisteixen al Cinquè Congrés Internacional de Psicologia Individual organitzat a Berlín per Arthur Kronfeld.
Per reforçar i fer comprendre millor la profilaxi de l'educació, Adler va publicar el 1929 Die Individualpsychologie in der Schule i el 1930 Die Seele des schwererziehbaren Kindes. El 1933, a Der Sinn des Lebens, una obra tardana, Adler exposa la seva posició filosòfica bàsica. El sentit de la vida seria, segons ell, el desenvolupament d'un esperit comunitari per resoldre els problemes de la vida, un esforç de perfecció per aconseguir una societat ideal.
Davant les amenaces nazis, es va establir als Estats Units el 1934. Des de 1926 va ser professor visitant a la Universitat de Colúmbia i després al Long Island College el 1932. L'any 1935 va aparèixer per primera vegada l'International Journal of Individual Psychology, en anglès. Realitza altres viatges per a conferències a Europa. Va ser durant un d'aquests viatges que va morir d'insuficiència cardíaca, el 28 de maig de 1937 a Aberdeen, als seixanta-set anys.
A part de la prematura mort d'Alfred Adler, va ser sobretot l'accés de Hitler a la cancelleria alemanya durant la dècada de 1930 el que va suposar un dur cop al sistema de lliure pensament de la psicologia individual. Els estudiants d'Adler van ser perseguits pel règim nazi. En plena floració, la psicologia de profunditat va haver d'abandonar el seu centre, l'Europa de parla alemanya, i continuar el seu treball d'investigació psicològica en altres parts del món. Les dictadures i la Segona Guerra Mundial també van contribuir a interrompre seriosament el desenvolupament de la ciència psicològica.

## El coneixement dels éssers humans
Mentre practicava la medicina i tractava dolors corporals, Alfred Adler va ser un participant actiu en els nous cercles de discussió de Freud dedicats a la psicoanàlisi; així va descobrir que a cada manifestació vital de l'individu els processos somàtics i psíquics tenen lloc sempre al mateix temps, formant una unitat indivisible. Avui aquest descobriment és el que constitueix la base de la psicosomàtica.
En observar les deficiències orgàniques, Adler va poder veure que el cos i la psique tendeixen a compensar-les d'una manera o altra. Aquesta situació de Minderwertigkeit o Unterlegenheit en el domini psíquic, la va trobar, sobretot, en els tres objectius de la vida: treball, amor, comunitat (comunitat: vida d'infantesa, germans, escola, professió, situacions d'enfrontament, etc.). Desencadena en l'individu un estat de sentiments que Adler va anomenar Minderwertigkeit. De manera anàloga, com a compensació d'una deficiència orgànica, la psique humana s'esforça per superar aquest estat d'inferioritat a través del que Adler va anomenar Geltungsstreben. Com l'individu és capaç d'afrontar aquests reptes de la vida depèn principalment, segons Adler, de com va ser capaç de superar la seva primera situació d'inferioritat, la seva impotència com a nadó. Va trobar que aquest impuls positiu en el procés de creixement i desenvolupament constitueix la base de l'educabilitat de la persona, perquè, en aquesta situació, depèn absolutament de l'ajuda de les persones que l'envolten. En aquesta primera correlació entre mare i fill, es forma entre les persones un sentit d'Aufgehobensein, el que Adler va anomenar esperit comunitari, que esdevé una part inconscient de la personalitat. L'esperit comunitari és el centre de la doctrina adleriana, perquè és la mesura de la salut psíquica de l'individu i de la comunitat.

## La doctrina de les neurosis
A més de la descripció de la psique normal, descripció que ajuda a entendre la personalitat humana –o, segons els seus termes, a adquirir coneixements de l'ésser humà–, Adler també va examinar els fenòmens psíquics desviats i patològics com a metge. Segons el seu principi d'unitat dels processos psíquics, hi veia respostes errònies a les exigències de la vida. Per a Adler, ser home vol dir posseir un sentiment d'inferioritat que exigeix constantment una compensació, que després es podria traduir en un esforç exagerat de promoció, o el que va anomenar voluntat de poder. Adler va descriure el caràcter nerviós com el vincle entre la psicologia normal i la psicologia neuròtica. Va veure la psicosi com una forma més aguda de neurosi, de manera que, segons la seva opinió, ambdues podrien ser tractades mitjançant anàlisi psicològica.